# Вујновићи
Вујновићи су насељено мјесто града Врбовског, у Горском котару, Приморско-горанска жупанија, Република Хрватска.

## Географија
Вујновићи се налазе 2 км западно од Врбовског.

## Становништво
Према попису становништва из 2011. године, насеље Вујновићи је имало 41 становника.
| Националност       | 1991. | 1981. | 1971. | 1961. |
| Срби               | 54    | 16    | 85    | 97    |
| Хрвати             | 11    | 4     | 4     | 3     |
| Југословени        | 4     | 66    | 3     |       |
| остали и непознато | 14    |       |       |       |
| Укупно             | 83    | 86    | 92    | 100   |

| Демографија | Демографија | Демографија |
| Година      | Становника  | Становника  |
| ----------- | ----------- | ----------- |
| 1961.       | 100         |             |
| 1971.       | 92          |             |
| 1981.       | 86          |             |
| 1991.       | 83          |             |
| 2001.       | 54          |             |
| 2011.       |             | 41          |